# Reakcja Wurtza-Fittiga

Mechanizm syntezy związków arylowo-alkilowych w reakcji Wurtza-Fittiga

Reakcja Wurtza-Fittiga, reakcja Fittiga – odmiana reakcji Wurtza pozwalająca na wprowadzanie podstawników alkilowych do związków aromatycznych oraz syntezę symetrycznych związków biarylowych:
- Ar−X + R−X + 2Na → ArR + 2NaX↓
- 2Ar−X + 2Na → Ar−Ar + 2NaX↓

gdzie Ar – aryl; R – alkil
Otrzymywanie niesymetrycznych związków arylowo-alkilowych możliwe jest dzięki różnicom w reaktywności halogenków arylowych i alkilowych. Prawdopodobny mechanizm dwuetapowy składa się z reakcji halogenku alkilowego z sodem metalicznym oraz następczej aromatycznej substytucji elektrofilowej. Reakcja opisana została przez niemieckiego chemika Rudolpha Fittiga w drugiej połowie XIX w.